# Jennifer Schultens
Jennifer Carol Schultens (1965) é uma matemática estadunidense, especializada em topologia de baixa dimensão e teoria dos nós. É professora de matemática na Universidade da Califórnia em Davis.

## Formação
Obteve um Ph.D. em 1993 na Universidade da Califórnia em Santa Bárbara, com a tese Classification of Heegaard Splittings for Some Seifert Manifolds, orientada por Martin Scharlemann.

## Pesquisa
É autora do livro Introduction to 3-Manifolds (Graduate Studies in Mathematics, 2014). Com Martin Scharlemann e Toshio Saito é coautora de Lecture Notes On Generalized Heegaard Splittings (World Scientific, 2016).
Sua pesquisa de doutorado envolveu a classificação de divisões de Heegaard de variedades tridimensionais em cubo com asas, que ela também publicou nos Proceedings of the London Mathematical Society.

## Vida privada
É casada com o matemático Michael Kapovich.